# Gmina Strzelno
Die Gmina Strzelno ist eine Stadt-und-Land-Gemeinde im Powiat Mogileński der Woiwodschaft Kujawien-Pommern in Polen. Ihr Sitz ist die gleichnamige Stadt (deutsch Strelno) mit etwa 5700 Einwohnern.

## Geographie
Die Gemeinde gehört zur historischen Landschaft Kujawien und grenzt im Westen an die Gemeinde der Kreisstadt Mogilno und im Süden an die Woiwodschaft Großpolen. Posen ist etwa 80 Kilometer entfernt. Das Gebiet gehört zur Seenplatte Pojezierze Gnieźnieńskie.

## Gliederung
Zur Stadt-und-Land-Gemeinde Strzelno gehören die folgenden Ortschaften:
| polnischer Name      | deutscher Name (1815–1918)                | deutscher Name (1939–1945)                      |
| -------------------- | ----------------------------------------- | ----------------------------------------------- |
| Bławatki             | Blumenberg                                | (zu Blumendorf)                                 |
| Bławaty              | Blawaty, später Blumenberg                |                                                 |
| Bożejewice           | Gut Bozejewice 1906–1918 Gut Bozejewitz   | Götzingen                                       |
| Bronisław            | Bronislaw                                 | Amaliendorf                                     |
| Busewo               | Bussewo, später Buß                       |                                                 |
| Ciechrz              | Ciechrz                                   | Blumendorf                                      |
| Ciencisko            | Ciencisko 1906–1918 Deutschrode           | Deutschrode                                     |
| Dąbek                | Dombek                                    |                                                 |
| Górki                | Gut Gorki                                 | Gorki                                           |
| Jaworowo             | Jaworowo                                  |                                                 |
| Jeziorki             | Gut Amalienhof                            | Amalienhof                                      |
| Kijewice             | Gut Kijewitz                              | Stockheim                                       |
| Książ                | Xionz                                     | Wiesental                                       |
| Kurzebiela           | Forsthaus Lonke                           |                                                 |
| Łąkie                | Lonke                                     | Lonke                                           |
| Laskowo              | Laskowo                                   |                                                 |
| Markowice            | Markowitz                                 | Markowitz                                       |
| Miradz               | Gut Mirau                                 | Mirau                                           |
| Mirosławice          | Gut Miroslawice 1906–1918 Gut Miroslawitz | Lindenhof                                       |
| Młynice              | Mlynice 1908–1918 Mühlgrund               | Mühlgrund                                       |
| Młyny                | Mlyny                                     | Mühlfließ                                       |
| Młyny-Wybudowanie    |                                           |                                                 |
| Niemojewko           | Gut Niemojewko                            | Ebersfelde                                      |
| Ostrowo              | Ostrowo bei Gembitz                       | 1939–1943 Scharfenburg 1943–1945 Scharfenwerder |
| Przedbórz            | Nordbrück                                 | Nordbrück                                       |
| Rzadkwin             | Rzadkwin                                  | Seedorf                                         |
| Sławsko Dolne        | Kaisersthal                               | Kaiserstal                                      |
| Sławsko Małe         | Kaisershöh, zuvor Klein-Slawsk            | Kaisershöh                                      |
| Starczewo            | Vorwerk Busch                             | Busch                                           |
| Stodólno             | Königsbrunn                               | Königsbrunn                                     |
| Stodoły              | Hochkirch                                 | Hochkirch                                       |
| Strzelno             | Strelno                                   | Strelno                                         |
| Strzelno Klasztorne  | Gut Waldau                                | Waldau                                          |
| Strzelno-Wybudowanie |                                           |                                                 |
| Tomaszewo            | Thomaschewo                               | Thomaschewo                                     |
| Witkowo              | Gut Witkowo                               | Wittenau                                        |
| Wronowy              | Gut Wronowy 1906–1918 Frohenau            | Frohenau                                        |
| Wymysłowice          | Möllendorf                                | Möllendorf                                      |
| Żegotki              | Gut Rzegotki                              | Wiesengrund                                     |
| Ziemowity            | Wilhelmowo                                | Wilhelmowo                                      |
| Zofijówka            | Sophienhof                                | Sophienhof                                      |

## Verkehr
Im Hauptort und den Dörfern Bronisław, Młyny und Wronowy befanden sich Bahnhöfe an der Bahnstrecke Inowrocław–Mogilno.